# Servilia agraria
La lex Servilia agraria va ser una antiga llei romana proposada pel tribú de la plebs Publi Servili Rul·le l'any 63 aC quan eren cònsols Marc Tul·li Ciceró i Gai Antoni Hibrida. Formava part de les anomenades Agrariae.
Era una llei de molts capítols que prohibia que es venguessin les terres, llocs i edificis públics adquirits en els consolats de Sul·la i Gneu Pompeu i tota la resta que ja hagués estat habilitada per la venda per senatusconsultum i encara no s'hagués executat. Amb el seu producte s'havien de comprar terres a Itàlia on s'havien d'establir colònies. I es preveia el nomenament dels decemvirs (Decemviri agris dandis adsignandis) necessaris, amb facultats extraordinària per castigar i amnistiar. Ciceró es va oposar a aquesta llei i va aconseguir retardar la seva posada en pràctica.